# Desert Road (Film)
Desert Road ist ein Mystery-Thriller von Shannon Triplett. Im Film spielt Kristine Frøseth eine junge Frau, die nach einem Unfall in der Mojave-Wüste scheinbar an diesem Ort gefangen ist. Desert Road feierte im März 2024 beim South by Southwest Film Festival seine Premiere.

## Handlung
Auf der Fahrt von Los Angeles in ihre Heimatstadt in Iowa hat eine junge Frau namens Clare einen Autounfall. Während sie auf den Abschleppwagen wartet, vertreibt sie sich die Zeit mit ihrer Fotokamera. Sie macht Aufnahmen von der nahegelegenen Fabrik. Zunächst ist an ihrer Erkundung nichts Außergewöhnliches, bis ihr klar wird, dass sie überall, wo sie hingeht, sie zum gleichen Straßenabschnitt am Unfallort, zur Tankstelle, an der sie kurz zuvor angehalten hat, und zur Fabrik gelangt.

## Produktion

### Filmstab und Besetzung
Regie führte Shannon Triplett, die auch das Drehbuch schrieb. Es handelt sich bei Desert Road um ihr Regiedebüt. Zuvor war sie überwiegend im Bereich Visuelle Effekte für Filme tätig, so bei mehreren Harry-Potter-Filmen.
Kristine Frøseth, bekannt aus dem Film Sharp Stick und der Fernsehserie The Buccaneers, spielt Clare, die junge Frau, die nach dem Autounfall mit ihrer Fotokamera die Umgebung und die nahegelegene Fabrik erkundet. In den sechs weiteren Rollen sind Ryan Hurst als Abschleppwagenfahrer Steve, Max Mattern als der Tankstellenmitarbeiter, D. B. Woodside als Wachmann der Fabrik, Beau Bridges als der alte Mann, Frances Fisher als die obdachlose Frau und Edwin Garcia II als der LKW-Fahrer zu sehen. Rachel Dratch spricht in einem kurzen Telefongespräch die Mutter der jungen Frau. Das Casting übernahm Susanne Scheel.

### Dreharbeiten und Filmmusik

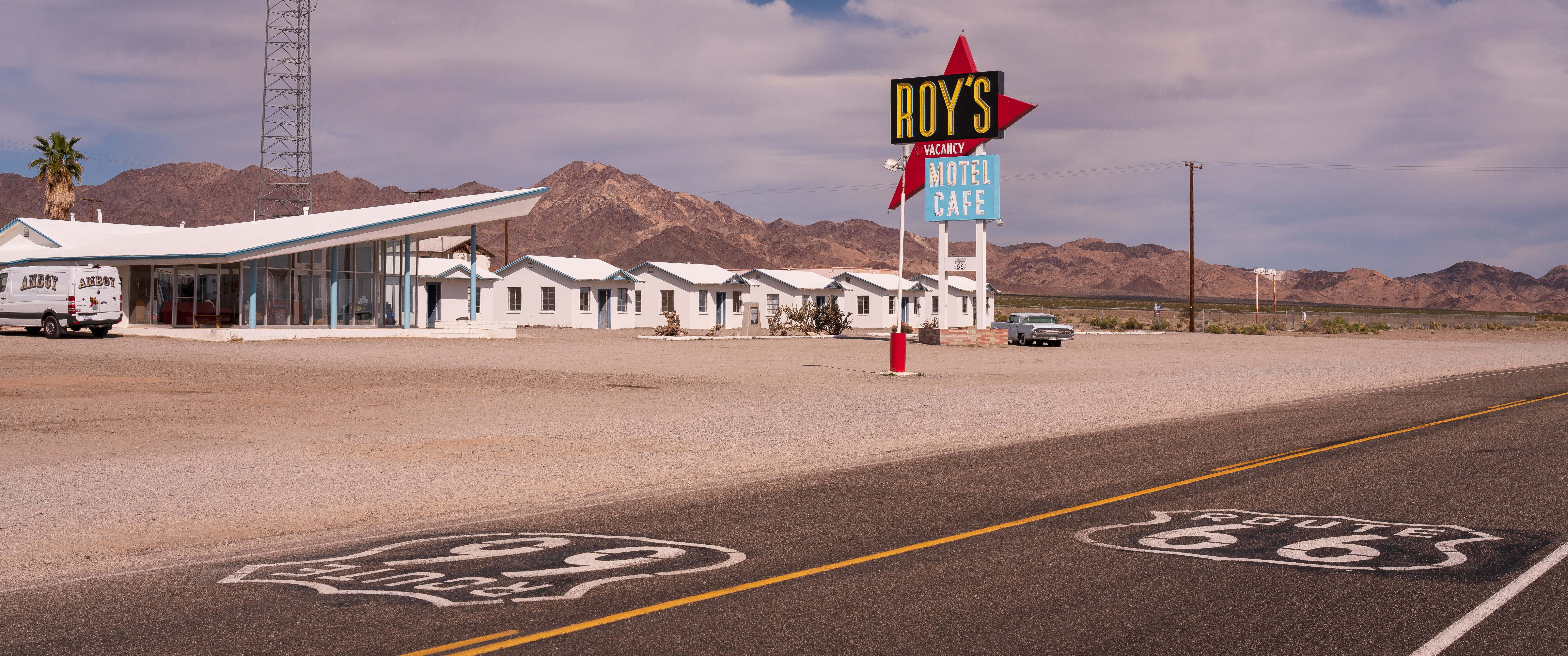
Amboy und die dort gelegene Tankstelle sind aus einer Reihe von Filmen bekannt

Die Dreharbeiten fanden in Amboy in Kalifornien statt. Der an der Route 66 inmitten der Mojave-Wüste gelegene Ort ist aus einer Reihe von Filmen bekannt, unter anderem aus The Neon Demon. Als Kameramann fungierte der Kolumbianer Nico Navia, zu dessen letzten Arbeiten eine Reihe von Kurzfilmen und Fernsehserien gehören.
Die Filmmusik komponierte Anna Drubich. Sie war zuletzt für die Horrorkomödie Werewolves Within von Josh Ruben, den Horrorfilm Barbarian von Zach Cregger und das russische Fantasy-Drama Der Meister und Margarita von Michael Lockschin tätig. Für Len Wisemans Actionfilm Ballerina arbeitet Drubich mit Marco Beltrami zusammen. Gemeinsam komponierten sie bereits die Filmmusik für Scary Stories to Tell in the Dark von André Øvredal.

### Veröffentlichung
Die Weltpremiere von Desert Road fand am 10. März 2024 beim South by Southwest Film Festival statt. Anfang Oktober 2024 wurde der Film beim Sitges Film Festival gezeigt. Im Mai 2025 wird er beim Chicago Critics Film Festival vorgestellt.

## Rezeption

### Kritiken
Der Film konnte 89 Prozent der bei Rotten Tomatoes aufgeführten Kritiker überzeugen.

### Auszeichnungen
Sitges Film Festival 2024
- Auszeichnung als Beste Schauspielerin (Kristine Frøseth)[9]